# Marcin Drzymont
Marcin Drzymont (Sosnowiec, 16 settembre 1981) è un ex calciatore polacco, di ruolo difensore.